# Marie-Clément Staub
Joseph Staub, en religion frère Marie-Clément, (2 juillet 1876, Kaysersberg - 16 mai 1936, Sillery), est un prêtre catholique et prédicateur français, fondateur des Sœurs de Sainte Jeanne d'Arc.

## Biographie
Rentré chez les Augustins de l'Assomption, il prend l'habit en 1896, sous le nom de frère Marie-Clément, termine ses études à Rome, où il obtient son doctorat en philosophie et théologie, et est ordonné prêtre le 19 mars 1904.
Envoyé successivement à Louvain, à Gempe (Tielt-Winge), puis à Londres, il rencontre, par des connaissances communes, Édith Royer en 1908.
En 1910, Staub rejoint le Collège Assomption (en) de Worcester, aux États-Unis. Il fonde la congrégation des Sœurs de Sainte Jeanne d'Arc en 1914, principalement établie aux États-Unis et au Canada, afin de soutenir les religieuses dévouées à l'apostolat de prêtres et de religieux.
Le 2 mai 1917, il obtient du cardinal Louis-Nazaire Bégin, archevêque de Québec, l'autorisation d'établir dans ce diocèse les pères Assomptionnistes et les Sœurs de Sainte Jeanne d'Arc, ainsi que d'y fonder un centre canadien pour l'Archiconfrérie de prière et de pénitence (connu sous le nom de « Montmartre canadien »).
Le 3 avril 2014, il est déclaré vénérable par le pape François. Il est fêté le 16 mai.